# Émile Daubé
Émile Daubé né le 2 décembre 1885 à Murat (Cantal) et mort le 5 février 1961 à Saint-Brieuc (Côtes-d'Armor) est un peintre, mosaïste, verrier, enseignant et conservateur de musée français.

## Biographie
Émile Daubé étudie à Saint-Flour, puis intègre l'École des Beaux-Arts de Paris. Émile Daubé effectue son service militaire dans les chasseurs alpins, pour ensuite embrasser une carrière dans l'enseignement de son art, faisant ses premières armes à Limoges. En 1911, il est engagé comme professeur de dessin par le collège Saint-Charles de Saint-Brieuc, poste qu'il conservera jusqu'en 1958.
En 1935, il est nommé directeur de l'École des beaux-arts de Saint-Brieuc jusqu'à sa mort en 1961. Il donne également des cours dans son atelier. En 1936, il est nommé conservateur du musée d'Art et d'Histoire de Saint-Brieuc, qui est installé dans les bâtiments de la mairie, au traitement annuel de 4 500 francs. Il y procède à l'inventaire des collections et au classement des œuvres, et organise des expositions. Les membres de la commission municipale du musée élus le 26 septembre 1941 sont Pierre Bogrand, Octave-Louis Aubert, Henri Frotier de la Messelière et Périgois.
Le Salon des artistes de la région briochine au musée de l'hôtel de ville devient progressivement un rendez-vous où se retrouvent des artistes à la réputation bien installée (Francis Renaud , Raphaël Binet, Lucien Seevagen, André Mériel-Bussy) et des débutants. Apparaissent au fil des catalogues les noms de certains élèves de l'école municipale de dessin dont certains mèneront une carrière artistique comme Jean Mordant, Guy Mahé, André Coupé, Bernard Locca ou René Rault. Émile Daubé lui-même accrochait paysages et portraits dans le cadre de ces rendez-vous réguliers.
Au moins une vingtaine d'expositions sont présentées par Émile Daubé à partir de 1943 jusqu'à sa mort en 1961. Il faut citer à huit reprises les salons de peinture et sculpture d'artistes de la région et de nombreuses expositions temporaires d'une à sept semaines telles que La mer vue par les peintres de Jongkind à nos jours en 1952, P.Querrel, L'intellectuel dans la cité, Jean Mordant, Églises œcuménique et L'art de l'affiche en 1959, Le centre pédagogique de Rennes et Rétrospective de la peinture américaine moderne en 1960, et Rétrospective Mathurin Méheut en 1961. Dans les dernières années de ses fonctions, une collaboration s'installe avec son futur successeur, René-Yves Creston : quelques collections ethnographiques commencent alors à entrer au musée, préfigurant la réorientation de l'établissement dans la deuxième moitié du XXe siècle.

## Œuvres référencées

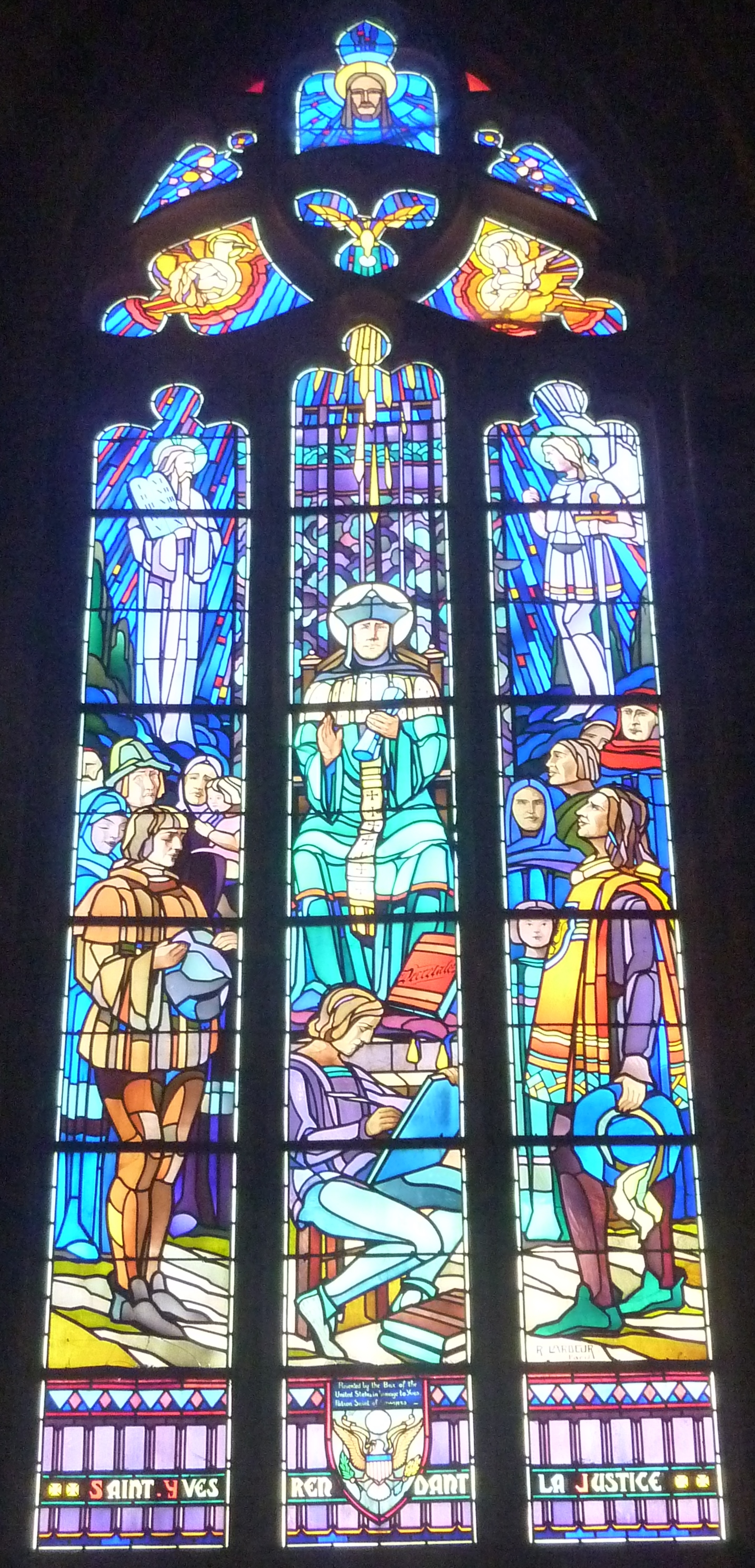
Atelier Lardeur, d'après un dessin attribué à Émile Daubé, Saint Yves rendant la justice, vitrail, cathédrale Saint-Tugdual de Tréguier.

- Musée d'Art et d'Histoire de Saint-Brieuc : Portrait de monsieur Émile Richet.
- Archives départementales des Côtes-d'Armor.
- Archives départementales du Finistère : photographie d'un dessin de Daubé intitulé Le Grand Café d'Angleterre.
- Cathédrale Saint-Tugdual de Tréguier : vitrail deSaint Yves célébrant la Sainte Messe, dont le dessin de 1930 est conservé aux archives des Côtes-d'Armor[2], de la même  veine que celui de Saint Yves rendant la justice, qui lui est attribué.
- Céramique réalisée en 1928 à la faïencerie Henriot, Bon vent me passe, devise d’Octave-Louis Aubert (1870-1950) lisible sur la faïence apposée sur la façade de sa maison d’édition Ty Breiz (ancien siège de la Chambre de commerce) au style néoclassique, boulevard Sévigné à Quimper.
- Le Port du Légué, huile sur toile inachevée, posée sur un chevalet à l'entrée de l'exposition hommage que lui a rendu la ville de Saint-Brieuc en 2007, localisation inconnue.

## Illustrations
- Octave-Louis Aubert, Charles le Goffic (préface), Légendes traditionnelles de la Bretagne. Gravure sur bois : Château de Trécesson

## Expositions
- Le portrait dans tous ses états , exposition arts plastiques Frac Bretagne, Fonds régional d'art contemporain, Rennes,du 20 juin au 27 septembre 2009, Portait d'Émile Richet de la collection du musée d'Art et d'Histoire de Saint-Brieuc.
- 2006 exposition Emile Daubé éveilleur de regard  au Musée de Saint-Brieuc sous la direction de Jeanne-Yvonne Hamel Simon https://www.youtube.com/watch?v=MgodGTHtHXc&t=7s

## Hommages
La Ville de Saint-Brieuc a donné son nom à une rue de la commune.

## Élèves notoires
- Marin-Marie (1901-1987), pseudonyme de Paul Marin Durand Couppel de Saint-Front, peintre de la Marine.
- Étienne Blandin (1903-1991), historien et peintre de la Marine, élève en 1919.
- Yann Fouéré (1910-2011), haut fonctionnaire et militant nationaliste breton.
- Roger Flouriot (1911-1992), écrivain catholique.
- Pierre Chateau-Jobert (1912-2005), officier supérieur de l'Armée française.
- Jacques Le Bel de Penguilly (1919-2012), résistant, personnalité de la France libre.
- Jean Mordant (1920-1979), artiste peintre, la ville de Saint-Brieuc a donné son nom à une rue de la commune.
- Charles Salmon (1925-1929), professeur de médecine.
- Éric Tabarly (1931-1998), navigateur.
- Jean-Loup Chrétien (né en 1938), spationaute.